# Lluís de Nassau Saarbrücken
Lluís de Nassau Saarbrücken (en alemany Ludwig Crato (Krafft), Graf von Nassau-Saarbrücken) va néixer a Saarbrücken (Alemanya) el 28 de març de 1663 i va morir a la mateixa ciutat el 14 de febrer de 1713. Era fill de Gustau Adolf de Nassau-Saarbrücken (1632-1677) i d'Elionor Clara de Hohenlohe-Neuenstein (1632-1709).
Quan el 1677 va heretar del seu pare els comtats de Saarbrücken i de Saarwerden, el país estava ocupat pels francesos. Va fer una brillant carrera militar arribant al grau de tinent general. El 1684 va prendre part en el setge de Luxemburg durant la Guerra dels Nou Anys, en la batalla de Fleurus el 1690, en la de Steinkirk el 1692, i en la de Neerwinden el 1693. Després del Tractat de Rijswijk, el 1697, les seves terres van tornar a formar part d'Alemanya. Va ser considerat un bon governant, mantenint el seu país al marge de conflictes bèl·lics. Es va dedicar a reorganitzar la justícia i les finances, així com tot el sistema escolar.
Al capdavant del comtat de Saarbrücken va ser succeït pel seu germà Carles Lluís.

## Matrimoni i fills
El 25 d'abril de 1699 es va casar amb la comtessa Felipa Enriqueta de Hohenlohe-Langenburg (1679-1751), filla del comte Enric Frederic (1625-1699) i de Juliana Dorotea de Castell-Remlingen (1640-1706). El matrimoni va tenir vuit fills:
- Elise (1700-1712)
- Elionor Dorotea (1701-1702)
- Enriqueta (1702-1769)
- Carolina (1704-1774), casada amb Cristià III de Zweibrucken-Birkenfeld (1674-1735).
- Lluisa Enriqueta (1705-1766), casada amb el príncep Frederic Carles de Stolberg-Gedern (1693-1767).
- Elionor (1707-1769) casada amb Lluís de Hohenlohe-Langenburg (1696-1765)
- Lluís (1709-1710)
- Cristina (1711-1712)